# Eurovision Young Musicians

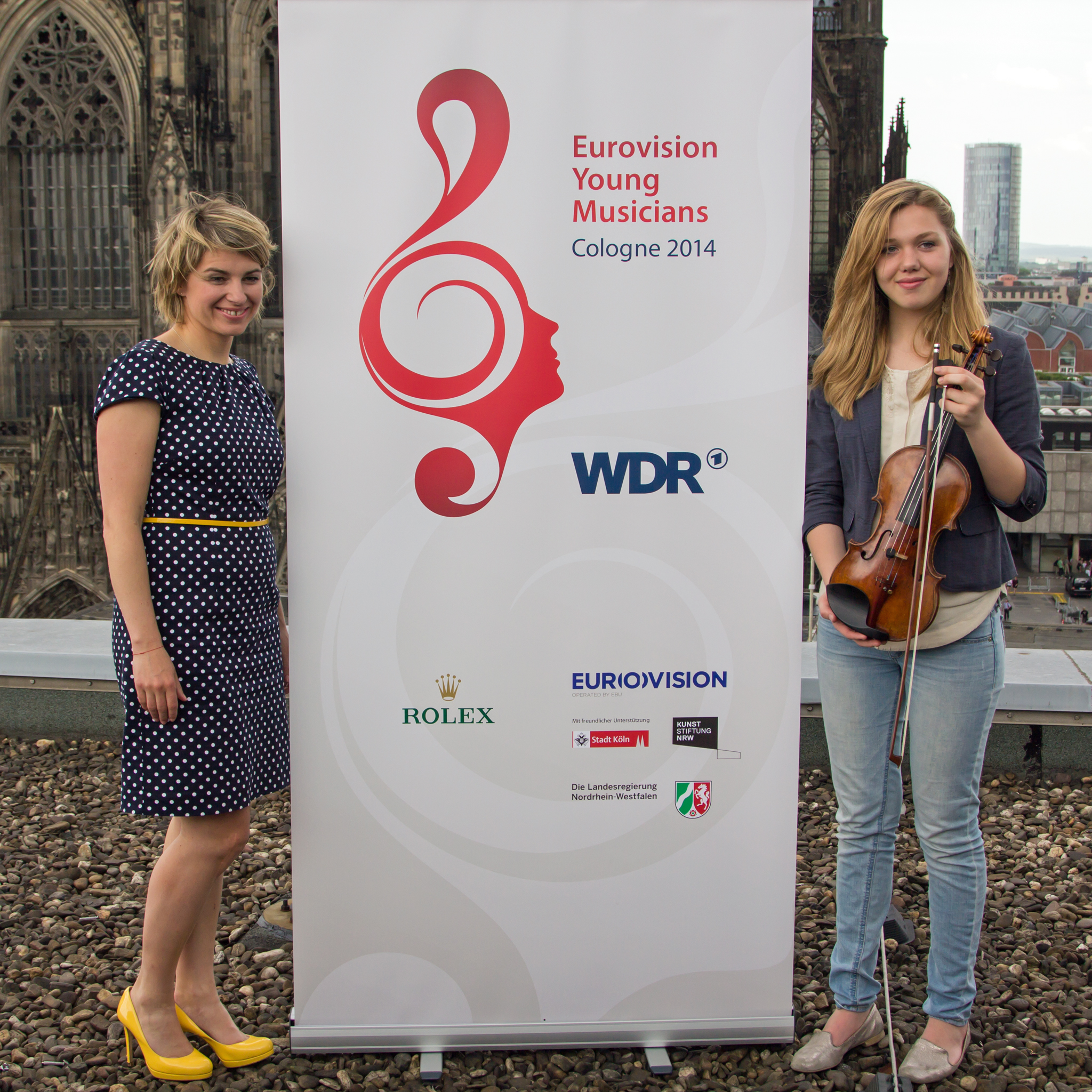
Moderatorin Sabine Heinrich und deutsche Teilnehmerin Judith Stapf vor dem Wettbewerb 2014

Eurovision Young Musicians (EYM) ist ein Musikwettbewerb im Bereich der Klassischen Musik für europäische Jugendliche im Alter zwischen 15 und 19 Jahren. Organisiert wird er von der Europäischen Rundfunkunion (EBU).
Der Wettbewerb wird alle zwei Jahre veranstaltet und auch im Fernsehen übertragen. Seit seiner Gründung im Jahr 1982 wurde der Eurovision-Young-Musicians-Wettbewerb zu einem der bedeutendsten Musikwettbewerbe auf internationaler Ebene.
Im Gegensatz zum Eurovision Song Contest und Junior Eurovision Song Contest entscheidet beim Eurovision Young Musicians eine international besetzte Fachjury.

## Übersicht der Veranstaltungen
| Jahr | Gastgeber   | Teilnehmer | Sieger                                                        | Sieger                                                        | Sieger                                                        | Zweitplatzierter                                              | Zweitplatzierter                                              | Zweitplatzierter                                              | Drittplatzierter                                              | Drittplatzierter                                              | Drittplatzierter                                              |
| Jahr | Gastgeber   | Teilnehmer | Land                                                          | Musiker                                                       | Instrument                                                    | Land                                                          | Musiker                                                       | Instrument                                                    | Land                                                          | Musiker                                                       | Instrument                                                    |
| ---- | ----------- | ---------- | ------------------------------------------------------------- | ------------------------------------------------------------- | ------------------------------------------------------------- | ------------------------------------------------------------- | ------------------------------------------------------------- | ------------------------------------------------------------- | ------------------------------------------------------------- | ------------------------------------------------------------- | ------------------------------------------------------------- |
| 1982 | Manchester  | 06         | BR Deutschland                                                | Markus Pawlik                                                 | Klavier                                                       | Frankreich                                                    | Paul Meyer                                                    | Klarinette                                                    | Schweiz                                                       | Bertrand Roulet                                               | Klavier                                                       |
| 1984 | Genf        | 07         | Niederlande                                                   | Isabelle van Keulen                                           | Violine                                                       | Finnland                                                      | Olli Mustonen                                                 | Klavier                                                       | Vereinigtes Königreich                                        | Emma Johnson                                                  | Klarinette                                                    |
| 1986 | Kopenhagen  | 15         | Frankreich                                                    | Sandrine Lazarides                                            | Klavier                                                       | Schweiz                                                       | Marian Rosenfeld                                              | Klavier                                                       | Finnland                                                      | Jan-Erik Gustafsson                                           | Cello                                                         |
| 1988 | Amsterdam   | 16         | Österreich                                                    | Julian Rachlin                                                | Violine                                                       | Norwegen                                                      | Leif Ove Andsnes                                              | Klavier                                                       | Italien                                                       | Domenico Nordio                                               | Violine                                                       |
| 1990 | Wien        | 18         | Niederlande                                                   | Niek van Oostrum                                              | Klavier                                                       | BR Deutschland                                                | Koh Gabriel Kameda                                            | Violine                                                       | Belgien                                                       | Christophe Delporte                                           | Akkordeon                                                     |
| 1992 | Brüssel     | 18         | Polen                                                         | Bartlomiej Niziol                                             | Violine                                                       | Spanien                                                       | Antonio Serrano                                               | Mundharmonika                                                 | Belgien                                                       | Marie Hallynck                                                | Cello                                                         |
| 1994 | Warschau    | 24         | Vereinigtes Königreich                                        | Natalie Clein                                                 | Cello                                                         | Lettland                                                      | Liene Circene                                                 | Klavier                                                       | Schweden                                                      | Malin Broman                                                  | Violine                                                       |
| 1996 | Lissabon    | 22 a       | Deutschland                                                   | Julia Fischer                                                 | Violine                                                       | Österreich                                                    | Lidia Baich                                                   | Violine                                                       | Estland                                                       | Hanna Heinmaa                                                 | Klavier                                                       |
| 1998 | Wien        | 18         | Österreich                                                    | Lidia Baich                                                   | Violine                                                       | Kroatien                                                      | Monika Leskovar                                               | Cello                                                         | Vereinigtes Königreich                                        | Adrian Spillett                                               | Schlagzeug                                                    |
| 2000 | Bergen      | 24         | Polen                                                         | Stanislaw Drzewiecki                                          | Klavier                                                       | Finnland                                                      | Timo-Veikko Valve                                             | Cello                                                         | Russland                                                      | Nikolai Tokarew                                               | Klavier                                                       |
| 2002 | Berlin      | 20         | Österreich                                                    | Dalibor Karvay                                                | Violine                                                       | Vereinigtes Königreich                                        | Sarah Williamson                                              | Klarinette                                                    | Slowenien                                                     | Karmen Pecar                                                  | Cello                                                         |
| 2004 | Luzern      | 17         | Österreich                                                    | Alexandra Soumm                                               | Violine                                                       | Deutschland                                                   | Koryun Asatryan                                               | Saxophon                                                      | Russland                                                      | Dinara Najafova                                               | Klavier                                                       |
| 2006 | Wien        | 18         | Schweden                                                      | Andreas Brantelid                                             | Cello                                                         | Norwegen                                                      | Tine Thing Helseth                                            | Trompete                                                      | Russland                                                      | Dmitri Mayboroda                                              | Klavier                                                       |
| 2008 | Wien        | 16         | Griechenland                                                  | Dionysios Grammenos                                           | Klarinette                                                    | Finnland                                                      | Roope Gröndahl                                                | Klavier                                                       | Norwegen                                                      | Eldbjørg Hemsing                                              | Violine                                                       |
| 2010 | Wien        | 15         | Slowenien                                                     | Eva-Nina Kozmus                                               | Querflöte                                                     | Norwegen                                                      | Guro Kleven Hagen                                             | Violine                                                       | Russland                                                      | Daniil Trifonow                                               | Klavier                                                       |
| 2012 | Wien        | 14         | Norwegen                                                      | Eivind Holtsmark Ringstad                                     | Bratsche                                                      | Österreich                                                    | Emmanuel Tjeknavorian                                         | Violine                                                       | Armenien                                                      | Narek Kazazyan                                                | Kanun                                                         |
| 2014 | Köln        | 14         | Österreich                                                    | Ziyu He                                                       | Violine                                                       | Slowenien                                                     | Urban Stanič                                                  | Klavier                                                       | Ungarn                                                        | Gergely Devich                                                | Cello                                                         |
| 2016 | Köln        | 11         | Polen                                                         | Łukasz Dyczko                                                 | Saxophon                                                      | Tschechien                                                    | Robert Bílý                                                   | Klavier                                                       | Österreich                                                    | Dominik Wagner                                                | Kontrabass                                                    |
| 2018 | Edinburgh   | 18         | Russland                                                      | Iwan Bessonow                                                 | Klavier                                                       | Slowenien                                                     | Nikola Pajanović                                              | Violine                                                       | —                                                             | —                                                             | —                                                             |
| 2020 | Zagreb      | 11 b       | Der Wettbewerb wurde aufgrund der COVID-19-Pandemie abgesagt. | Der Wettbewerb wurde aufgrund der COVID-19-Pandemie abgesagt. | Der Wettbewerb wurde aufgrund der COVID-19-Pandemie abgesagt. | Der Wettbewerb wurde aufgrund der COVID-19-Pandemie abgesagt. | Der Wettbewerb wurde aufgrund der COVID-19-Pandemie abgesagt. | Der Wettbewerb wurde aufgrund der COVID-19-Pandemie abgesagt. | Der Wettbewerb wurde aufgrund der COVID-19-Pandemie abgesagt. | Der Wettbewerb wurde aufgrund der COVID-19-Pandemie abgesagt. | Der Wettbewerb wurde aufgrund der COVID-19-Pandemie abgesagt. |
| 2022 | Montpellier | 09         | Tschechien                                                    | Daniel Matejča                                                | Violine                                                       | Deutschland                                                   | Philipp Schupelius                                            | Cello                                                         | Norwegen                                                      | Alma Serafin Kraggerud                                        | Violine                                                       |
| 2024 | Bodø        | 11         | Österreich                                                    | Leonhard Baumgartner                                          | Violine                                                       | Schweden                                                      | Hugo Svedberg                                                 | Cello                                                         | Deutschland                                                   | Fabian Johannes Egger                                         | Querflöte                                                     |
| 2026 | Jerewan     | 01 c       |                                                               |                                                               |                                                               |                                                               |                                                               |                                                               |                                                               |                                                               |                                                               |

## Erfolge

Gewinner des Wettbewerbes

Im Folgenden ist die Rangliste der erfolgreichsten Länder im Wettbewerb. Mit sechs Siegen, zwei zweiten Plätzen und einem dritten Platz ist Österreich der erfolgreichste Teilnehmer des Wettbewerbes.
| Platz | Land                   | 1. Platz | 2. Platz | 3. Platz | Gesamt |
| ----- | ---------------------- | -------- | -------- | -------- | ------ |
| 1.    | Österreich             | 6        | 2        | 1        | 9      |
| 2.    | Polen                  | 3        | 0        | 0        | 3      |
| 3.    | Deutschland            | 2        | 2        | 1        | 5      |
| 4.    | Niederlande            | 2        | 0        | 0        | 2      |
| 5.    | Norwegen               | 1        | 3        | 2        | 7      |
| 6.    | Slowenien              | 1        | 2        | 1        | 4      |
| 7.    | Vereinigtes Königreich | 1        | 1        | 2        | 4      |
| 8.    | Schweden               | 1        | 1        | 1        | 3      |
| 9.    | Frankreich             | 1        | 1        | 0        | 2      |
| 9.    | Tschechien             | 1        | 1        | 0        | 2      |
| 11.   | Russland               | 1        | 0        | 4        | 5      |
| 12.   | Griechenland           | 1        | 0        | 0        | 1      |
| 13.   | Finnland               | 0        | 3        | 1        | 4      |
| 14.   | Schweiz                | 0        | 1        | 1        | 2      |
| 15.   | Spanien                | 0        | 1        | 0        | 1      |
| 15.   | Kroatien               | 0        | 1        | 0        | 1      |
| 15.   | Lettland               | 0        | 1        | 0        | 1      |
| 17.   | Belgien                | 0        | 0        | 2        | 1      |
| 18.   | Armenien               | 0        | 0        | 1        | 1      |
| 18.   | Estland                | 0        | 0        | 1        | 1      |
| 18.   | Italien                | 0        | 0        | 1        | 1      |
| 18.   | Ungarn                 | 0        | 0        | 1        | 1      |

### Nach Instrument
Im Folgenden ist die Rangliste der erfolgreichsten Instrumente im Wettbewerb. Mit zehn Siegen, fünf zweiten Plätzen und vier dritten Plätzen ist die Violine das erfolgreichste Instrument.
| Platz | Land          | 1. Platz | 2. Platz | 3. Platz | Gesamt |
| ----- | ------------- | -------- | -------- | -------- | ------ |
| 1.    | Violine       | 10       | 5        | 4        | 19     |
| 2.    | Klavier       | 5        | 7        | 6        | 18     |
| 3.    | Cello         | 2        | 5        | 4        | 11     |
| 4.    | Klarinette    | 1        | 2        | 1        | 4      |
| 5.    | Saxophon      | 1        | 1        | 0        | 2      |
| 6.    | Querflöte     | 1        | 0        | 1        | 2      |
| 7.    | Bratsche      | 1        | 0        | 0        | 1      |
| 8.    | Mundharmonika | 0        | 1        | 0        | 1      |
| 8.    | Trompete      | 0        | 1        | 0        | 1      |
| 10.   | Akkordeon     | 0        | 0        | 1        | 1      |
| 10.   | Percussion    | 0        | 0        | 1        | 1      |
| 10.   | Kanun         | 0        | 0        | 1        | 1      |
| 10.   | Kontrabass    | 0        | 0        | 1        | 1      |

## Teilnehmer

mindestens eine Teilnahme
EBU-Mitglieder ohne Teilnahme
bisher nicht als eigenes Land angetreten

am EYM teilnehmen zu können, muss der jeweilige teilnehmende Sender der EBU angehören. Seit 1982 und auf dem Stand von 2018 haben insgesamt 43 Länder am EYM teilgenommen. Die meisten Teilnahmen entfallen dabei mit 21 Teilnahmen auf Norwegen.
In der folgenden Übersicht sind alle 44 Teilnehmer dargestellt. Die nicht markierten Länder sind aktive Teilnehmer. Die markierten Teilnehmer hingegen sind inaktive Teilnehmer.
| Land                     | Debüt | Absage            | Rückkehr         | Teilnahmen | Siege | Rundfunk                                    |
| ------------------------ | ----- | ----------------- | ---------------- | ---------- | ----- | ------------------------------------------- |
| Albanien                 | 2018  | 2022              |                  | 1          | 0     | RTSH                                        |
| Armenien                 | 2012  | 2014              | 2024             | 2          | 0     | ARMTV                                       |
| Belarus                  | 2010  | 2014              |                  | 2          | 0     | BTRC                                        |
| Belgien                  | 1986  | 1998, 2002, 2008, | 2000, 2004, 2018 | 11         | 0     | RTBF (1986–1996; seit 2018) VRT (2000–2006) |
| Bosnien und Herzegowina  | 2012  | 2014              |                  | 1          | 0     | BHRT                                        |
| Bulgarien                | 2006  | 2008              |                  | 1          | 0     | BNT                                         |
| Dänemark                 | 1986  | 1996, 2004        | 2002             | 6          | 0     | DR                                          |
| Deutschland              | 1982  | 1998, 2006        | 2000, 2008       | 20         | 2     | ZDF (1982–2004) WDR (seit 2008)             |
| Estland                  | 1994  | 2006, 2022        | 2018             | 8          | 0     | ERR                                         |
| Finnland                 | 1984  | 2010              |                  | 13         | 0     | YLE                                         |
| Frankreich               | 1982  | 1998, 2002        | 2000, 2022       | 11         |       | France Télévisions                          |
| Georgien                 | 2012  | 2014              |                  | 1          | 0     | GPB                                         |
| Griechenland             | 1990  | 1992, 2016, 2022  | 1994, 2018       | 14         | 1     | ERT                                         |
| Irland                   | 1986  | 2002              |                  | 7          | 0     | RTÉ                                         |
| Israel                   | 1986  | 1988, 2020        | 2018             | 2          | 0     | IBA (1986) IPBC (2018)                      |
| Italien                  | 1986  | 1992, 2004        | 2002             | 4          | 0     | Rai                                         |
| Jugoslawien 1            | 1986  | 1994              |                  | 4          | 0     | JRT                                         |
| Kroatien                 | 1994  | 1996, 2024        | 1998             | 13         | 0     | HRT                                         |
| Lettland                 | 1994  | 2004              |                  | 5          | 0     | LTV                                         |
| Litauen                  | 1994  | 1996              |                  | 1          | 0     | LRT                                         |
| Malta                    | 2014  | 2022              |                  | 4          | 0     | PBS                                         |
| Moldau                   | 2014  | 2016              |                  | 1          | 0     | TRM                                         |
| Niederlande              | 1984  | 1994, 2016        | 2000             | 12         | 2     | NOS (1984–2004) NPS (2006–2010) NTR (2012)  |
| Nordmazedonien           | 1994  | 1996              |                  | 1          | 0     | MRT                                         |
| Norwegen                 | 1982  | 1984              | 1986             | 21         | 1     | NRK                                         |
| Österreich               | 1982  | 2018              | 2022             | 20         | 5     | ORF                                         |
| Polen                    | 1992  | 1998              | 2000             | 16         | 3     | TVP                                         |
| Portugal                 | 1990  | 1998, 2016        | 2014             | 4          | 0     | RTP                                         |
| Rumänien                 | 2002  | 2012              |                  | 5          | 0     | TVR                                         |
| Russland                 | 1994  | 1998, 2020        | 2000             | 9          | 1     | Rossija K                                   |
| San Marino               | 2016  | 2020              |                  | 2          | 0     | SMRTV                                       |
| Schweden                 | 1986  | 1996, 2012,       | 1998, 2014       | 15         | 1     | SVT                                         |
| Schweiz                  | 1982  | 2008              | 2024             | 14         | 0     | SRG SSR                                     |
| Serbien                  | 2008  | 2010              | 2024             | 2          | 0     | RTS                                         |
| Serbien und Montenegro 2 | 2006  | 2008              |                  | 1          | 0     | UJRT                                        |
| Slowakei                 | 1998  | 2002              |                  | 2          | 0     | STV                                         |
| Slowenien                | 1994  | 2022              |                  | 14         | 1     | RTVSLO                                      |
| Spanien                  | 1988  | 2002, 2020        | 2018             | 8          | 0     | RTVE                                        |
| Tschechien               | 2000  | 2004, 2008        | 2006, 2010       | 10         | 1     | ČT                                          |
| Türkei                   | 2000  | 2002              |                  | 1          | 0     | TRT                                         |
| Ukraine                  | 2008  | 2010, 2014, 2022  | 2012, 2020       | 3          | 0     | NTU                                         |
| Ungarn                   | 1992  | 1996, 2002, 2020  | 2000, 2014       | 6          | 0     | MTVA                                        |
| Vereinigtes Königreich   | 1982  | 2012, 2020        | 2018             | 16         | 1     | BBC                                         |
| Zypern                   | 1988  | 2012              |                  | 12         | 0     | CyBC                                        |

### Nichtteilnahmen von EBU-Mitgliedern
Folgende Länder sind Mitglied der EBU, haben sich jedoch nie um eine Teilnahme bemüht. Schottland und Wales könnten am Wettbewerb teilnehmen, sofern das Vereinigte Königreich nicht teilnimmt, da dieses ein Vorrecht auf die Teilnahme besitzt.
- Ägypten
- Algerien
- Andorra
- Aserbaidschan
- Jordanien
- Libanon
- Island
- Marokko
- Monaco
- Montenegro
- Schottland
- Tunesien
- Vatikanstadt
- Wales

## Instrumente
Folgende 24 Instrumente waren bisher im Finale des Eurovision Young Musicians vertreten:
| Nr. | Instrument    | Erster Auftritt | Künstler             |
| --- | ------------- | --------------- | -------------------- |
| 1   | Klavier       | 1982            | Anna Markland        |
| 2   | Klarinette    | 1982            | Paul Meyer           |
| 3   | Violine       | 1982            | Atle Sponberg        |
| 4   | Bratsche      | 1984            | Sabine Toutain       |
| 5   | Cello         | 1984            | Martina Schuchen     |
| 6   | Horn          | 1988            | David Pyatt          |
| 7   | Akkordeon     | 1990            | Christophe Delporte  |
| 8   | Mundharmonika | 1992            | Antonio Serrano      |
| 9   | Posaune       | 1994            | David Bruchez        |
| 10  | Orgel         | 1994            | Frederik Magle       |
| 11  | Perkussion    | 1998            | Adrian Spillett      |
| 12  | Kontrabass    | 2000            | Ödön Rácz            |
| 13  | Trompete      | 2000            | David Guerrier       |
| 14  | Harfe         | 2000            | Gwyneth Wentink      |
| 15  | Saxophon      | 2004            | Koryun Asatryan      |
| 16  | Oboe          | 2006            | Simone Sommerhalder  |
| 17  | Querflöte     | 2006            | Daniela Koch         |
| 18  | Zymbal        | 2012            | Alexandra Dzenisenia |
| 19  | Fagott        | 2012            | Michaela Špačková    |
| 20  | Kanun         | 2012            | Narek Kasasijan      |
| 21  | Gitarre       | 2014            | Kurt Aquilina        |
| 22  | Blockflöte    | 2014            | Lucie Horsch         |
| 23  | Tamburica     | 2016            | Marko Martinović     |
| 24  | Euphonium     | 2024            | Valerian Alfaré      |

## Veranstaltungsort

Länder, die mindestens einen Wettbewerb ausgerichtet haben
Länder, die mehr als einen Wettbewerb ausgerichtet haben

Im Gegensatz zum Eurovision Song Contest wird der Austragungsort des EYM über ein Bewerbungsverfahren der EBU entschieden. Die bisher 20 Ausgaben des EYM fanden in 11 verschiedenen Ländern statt. Am häufigsten hat dabei Österreich den Wettbewerb ausgerichtet mit insgesamt sechs Mal. Da alle sechs Ausgaben in Wien stattfanden, ist diese Stadt auch automatisch die Stadt, die den Wettbewerb am häufigsten ausgerichtet hat. Außerdem ist Österreich das einzige Land, das viermal in Folge den Wettbewerb ausgerichtet hat (2006 bis 2012).
| Ausgerichtete Wettbewerbe | Land                   | Stadt       | Gebäude                            | Jahr(e)                                                    |
| ------------------------- | ---------------------- | ----------- | ---------------------------------- | ---------------------------------------------------------- |
| 6                         | Österreich             | Wien        | Rathausplatz (Wien)                | 2006 (Finale), 2008 (Finale), 2010 (Finale), 2012 (Finale) |
| 6                         | Österreich             | Wien        | Theater an der Wien                | 2008 (Halbfinale)                                          |
| 6                         | Österreich             | Wien        | Wiener Konzerthaus                 | 1998, 2006 (Halbfinale), 2012 (Halbfinale)                 |
| 6                         | Österreich             | Wien        | Wiener Musikverein                 | 1990                                                       |
| 6                         | Österreich             | Wien        | ORF-Landesstudio Wien              | 2010 (Halbfinale)                                          |
| 3                         | Deutschland            | Köln        | Domplatte                          | 2014 (Finale), 2016                                        |
| 3                         | Deutschland            | Köln        | Funkhaus Wallrafplatz              | 2014 (Vorrunde)                                            |
| 3                         | Deutschland            | Berlin      | Schauspielhaus Berlin              | 2002                                                       |
| 2                         | Norwegen               | Bergen      | Grieghalle                         | 2000                                                       |
| 2                         | Norwegen               | Bodø        | Stormen Konserthuset               | 2024                                                       |
| 2                         | Schweiz                | Genf        | Victoria Hall                      | 1984                                                       |
| 2                         | Schweiz                | Luzern      | Kultur- und Kongresszentrum Luzern | 2004                                                       |
| 2                         | Vereinigtes Königreich | Manchester  | Free Trade Hall                    | 1982                                                       |
| 2                         | Vereinigtes Königreich | Edinburgh   | Usher Hall                         | 2018 (Finale)                                              |
| 2                         | Vereinigtes Königreich | Edinburgh   | Edinburgh Festival Theater         | 2018 (Halbfinale)                                          |
| 1                         | Armenien               | Jerewan     | TBA                                | 2026                                                       |
| 1                         | Belgien                | Brüssel     | Cirque Royal                       | 1992                                                       |
| 1                         | Dänemark               | Kopenhagen  | Radiohuset                         | 1986                                                       |
| 1                         | Frankreich             | Montpellier | The Corum                          | 2022                                                       |
| 1                         | Kroatien               | Zagreb      | König-Tomislav-Platz               | 2020 (Finale)                                              |
| 1                         | Kroatien               | Zagreb      | Musikakademie Zagreb               | 2020 (Halbfinale)                                          |
| 1                         | Niederlande            | Amsterdam   | Concertgebouw (Amsterdam)          | 1988                                                       |
| 1                         | Polen                  | Warschau    | Nationalphilharmonie (Warschau)    | 1994                                                       |
| 1                         | Portugal               | Lissabon    | Centro Cultural de Belém           | 1996                                                       |